# 전주양지중학교
전주양지중학교(全州陽志中學校)는 대한민국 전북특별자치도 전주시 완산구 평화동2가에 있는 공립 중학교이다.

## 학교 연혁
- 1993년 4월 3일 : 전주양지중학교 설립 인가 (30학급 남녀공학)
- 1993년 11월 8일 : 학교 신축 기공
- 1994년 3월 2일 : 개교
- 1995년 2월 17일 : 신축 교사 준공(현 교사로 이전)
- 2022년 9월 1일 : 제13대 주재령 교장 부임
- 2023년 12월 29일 : 제28회 졸업식(졸업생수 60명, 총 7,714명)
- 2024년 3월 4일 : 제31회 입학식(3학급 81명 입학, 총 8개반)

## 참고 자료
- 전주양지중학교 - 한국교육학술정보원 학교알리미